# Mladina (revija)
Mladina je slovenska levičarska revija, ki izhaja enkrat tedensko. Mladina izhaja že od 1920-ih let in ima sloves družbeno-kritične publikacije. Mladina danes izhaja po celi Sloveniji in velja za eno najvplivnejših političnih revij v državi. Obravnava predvsem politične teme, v manjši meri pa še gospodarstvo, znanost, kulturo, okoljevarstvo, alternativne prakse in kulinariko. Znana je po satiričnih kolumnah Rolanje po sceni, stripu Diareja, rubriki Izjave tedna itd. Mladina je tednik z visoko naklado (20.000 izvodov na teden). Trenutni urednik tednika je Grega Repovž.
Mladina je znana po preiskovalno-novinarskem delu vse od 1980-ih, ko je s svojim preiskovalnim poročanjem in kritičnim (ter tedaj izredno kontroverznimi) družbenopolitičnimi vsebinami pripomogla k razpadu Jugoslavije.
Mladina izhaja tudi na spletu, kjer je objavljen tudi izjemno obsežen arhiv preteklih vsebin.

## Zgodovina
Mladina je v svoji stoletni zgodovini obstajala v več vlogah; na čase pod nadzorom stranke ali države, drugič spet kot neodvisna in kritična publikacija.

### 1920–1945: Začetki
Že vse od svojega začetka je Mladina glas protesta, upora. Mladina je bila ustanovljena leta 1920 kot glasilo podmladka Jugoslovanske komunistične stranke v Sloveniji in kot mladinska revija. Po prepovedi komunistične stranke leta 1921 je revija izhajala na delno legalen način. V tem obdobju je postala glasilo ne zgolj komunistov, temveč tudi radikalno leve in protikapitalistične mladine na sploh. V reviji so objavljali tudi vidni avtorji, npr. pesnik Srečko Kosovel (ki je bil nekaj časa tudi urednik), pisatelj Ludvik Mrzel in zgodovinar France Klopčič. V času diktature kralja Aleksandra I. v 1930-ih je Mladina prenehala izhajati zaradi državne represije. Mladina je bila ponovno ustanovljena januarja leta 1943, v obdobju naci-fašistične okupacije Slovenije kot glasnik antifašističnega uporniškega gibanja.
Med vojno je delovala kot ilegalno mladinsko glasilo Zveze slovenske mladine, ki je podpiralo narodno-osvobodilni boj. Prvi urednik Mladine je bil Mitja Vošnjak. Razmnoževali so jo v ciklostilnih tehnikah, po odhodu uredništva na osvobojeno ozemlje pa tiskali v tiskarni Urška v Kočevskem rogu v nakladah od nekaj 100 do 1000 izvodov ter v več pokrajinskih izdajah (gorenjska, štajerska, primorska).

### 1945–1991: V času komunistične Jugoslavije
Po letu 1945 je bila revija ponovno preoblikovana v uradni glasnik podmladka slovenske komunistične stranke.
Po letu 1976 se je vsebinska zasnova začela radikalno spreminjati. Objavljala je vse več opozoril na organizacijsko zmedo, na napake posameznikov in na napake v podrobnostih političnega sistema.
Na Kongresu Zveze socialistične mladine Slovenije leta 1982 je je bila Mladina preoblikovana; reviji je bila dodeljena večja uredniška neodvisnost. Revija je tako postala glas rastočega nasprotovanja mladih komunistov proti uveljavljenim politikam slovenske komunistične stranke. Do leta 1984 se je Mladina znašla v težavah. Novejša generacija urednikov je revijo preoblikovala iz strankarskega glasila v najstniško pop revijo, kar je privedlo do skromnega povečanja prodaje na 7.000 izvodov. Toda preusmeritev revije ni zajemala zgolj večjega poročanja o pop sceni; osvoboditev revije so izkoristili slovenski intelektualci in revijo preoblikovali v glasilo politične opozicije, kar je kmalu privelo do poskoka branosti. Razkritja slovenskih korupcijskih škandalov so naklado povečala na 30.000 izvodov. Mladina je pridobila samostojen publicističen status in postala zelo priljubljena; po javnomnenjskih raziskavah jo je pri nakladi 22.000 izvodov bralo več kot 100.000 ljudi.
V osemdesetih letih je revija Mladina zaslovela kot opozicijski politični tednik, ki ruši tabu teme jugoslovanske družbe. Med drugim se je ukvarjala z vprašanji svobode tiska in svobode govora, gospodarstva, privilegiji socialistične nomenklature, politično vloge Jugoslovanske ljudske armade, preganjanjem oporečnikov vesti, zatiranjem mladinskih subkultur, ekologijo, stavkami, uspešnostjo samoupravljanja, povojnimi poboji, represijo v socializmu, Titovo zapuščino, federalno vlado in komunistično stranko itd. Mladina je imela tudi ključno vlogo pri razvoju slovenske civilne družbe. Vprašanje spoštovanja človekovih pravic je bila osrednja tema pisanja Mladine. V JLA je bila Mladina v tem času bolj kot ne prepovedana. »Preiskusili smo meje in poskusili vse popeljati dlje in dlje,« je v intervjuju leta 1995 dogajanje opisal tedanji urednik revije Franci Zavrl.
Mladina je metodo preiskovalnega novinarstva mešala s provokativno formo in vsebino, zaradi česar je bila pogosto zaplenjena ali pa so se avtorji znašli v kazenskem postopku.
V drugi polovici osemdesetih je bila izjemno odmevna, saj je naklada presegla 50.000 izvodov. Uredništvo Mladine je bilo v tem obdobju pod stalnim formalnim in neformalnim pritiskom oblasti. Zaradi velike odmevnosti je Mladina ob koncu osemdesetih v SFRJ veljala za državnega sovražnika št. 1. Najbolj kritične številke Mladine je oblast prepovedala in zasegla. Do konca osemdesetih let je Mladina ostala edina izrazito radikalno kritična množična revija, ki je obravnavala najrazličnejša aktualna družbena vprašanja; s tem pa je prišla v ospredje zanimanja širše jugoslovanske in slovenske javnosti. Zaradi svojega naprednega liberalnega pogleda je bila tudi eden izmed nosilcev osamosvojitvene ideje. Glavni in odgovorni uredniki, ki so največ prispevali k odmevnosti Mladine v osemdesetih letih, so Mile Šetinc, Bojan Korsika, Uroš Mahkovec, Bernard Nežmah, Miha Kovač, Franci Zavrl, Robert Botteri in Miran Lesjak.
Mladinine barvite naslovnice so običajno vsebovale ikonične satirične ali provokativne podobe, ki so postale simbol jugoslovanske družbene reforme in uporniških gibanj. Popularnost revije je vrh dosegla malo pred osamosvojitvijo Slovenije, ko je Mladina dosegla naklado 65.000 izvodov in postala priljubljena po širši Jugoslaviji, kjer je zaslovela kot edina radikalno kritična revija v množičnem obtoku. Postala je priljubljena kultna revija med jugoslovanskimi študenti in mladino.
Leta 1987 je slovenski avantgardni umetniški kolektiv Neue Slowenische Kunst osvojil natečaj za oblikovanje plakata Štafete mladosti, jugoslovanskega praznika, ki je obeleževal rojstni dan Josipa Broza Tita. Kasneje je bilo ugotovljeno, da je bil plakat, ki ga je izdelal oblikovalski studio Novi kolektivizem, osnovan na nacističnem propagandnem plakatu, preoblikovanem v stilu socialističnega realizma, ki so ga tradicionalno zagovarjale jugoslovanske oblasti. Namen plakata je bil prikrit protest proti Titovemu kultu osebnosti. Mladina je želela dizajn poobjaviti naslovnici, a so to prepovedali cenzorji; če bi Mladina dejansko natisnila takšno naslovnico, bi bila revija prepovedana. Mladina je prepoved obšla z objavo plakata na notranji plati kot raztegljivega plakata, na naslovnico pa je pod naslovom »Namesto naslovnice« objavila kritičen prispevek.
Zaradi vpliva in radikalnih stališč je oblast imela Mladino za »državnega sovražnika« in jo nadzirala zaradi pacifističnih stališč, ki so se med drugim izražala v ostrem nasprotovanju prodaji jugoslovanskega orožja državam v razvoju.

#### Pozna 1980-a: Ključna vloga pri osamosvojitvi Slovenije
Mladinino poročanje se je »zaletavalo v omejitve, dokler se niso začele rušiti«; revija je neposredno pripomogla k razpadu Jugoslavije.
V poznih 1980-ih je Mladinin sodelavec Janez Janša uredniku revije Franciju Zavrlu priskrbel zapisnik srečanja Komunistične stranke Jugoslavije, ki je razkrival, da so jugoslovanske federalne oblasti pritiskale na predsednika SFR Slovenije Milana Kučana, naj spravi pod nadzor vse bolj kritično in samovoljno Mladino in revijo obtožili prejemanja podpore ameriške Centralne obveščevalne agencije. Mladina se je kljub zakonski prepovedi odločila objaviti izvzetke iz zapisnika srečanja stranke. Kučan se je udal pritiskom in odrejena je bila tajna policijska aretacija Janše, med preiskavo so odkrili tajen vojaški dokument. Pristojnosti preiskave so bile tako prenešene na zvezne vojaške oblasti. Preiskava je privedla do Procesa proti četverici. Zaradi množičnih protestov in nasprotovanja procesu proti Janši in Mladininim novinarjem Kučan ni pristal na omejitev medijske svobode v Sloveniji kljub naraščajočim pritiskom zveznih oblasti (ki so vključevale zahteve po ukinitvi Mladine). Kučan je namesto tega razglasil nameno spremembe slovenske ustave, ki bi Sloveniji zagotovila večjo avtonomijo, in tako Slovenijo usmeril na pot k neodvisnosti. Poskusi jugoslovanskega predsednika Slobodana Miloševića in delov Komunistične stranke Jugoslavije po ponovni vzpostavitvi nadvlade nad Slovenijo so v končni fazi privedli do razpada Jugoslavije.

##### Ljubljanski proces
Najbolj burno obdobje za tednik je bila pomlad leta 1988, ko je revija odigrala ključno vlogo pri prelomnem Procesu proti četverici, ko so jugoslovanske oblasti zahtevale ukinitev revije.
Zgodnjega leta 1988 so bili aretirani štirje moški, ki so bili obtoženi posedovanja tajnih vojaških dokumentov, najdenih v pisarniških prostorih Mladine. Dokumenti so določali načrte JLA za vzpostavitev vojaškega prevzema oblasti v Sloveniji v primeru izrednih razmer. Eden od prijetih je bil neodvisni novinar in sodelavec Mladine ter korespondent za obrambo Janez Janša, ki je bil tedaj tudi vidnejši član Zveze socialistične mladine Slovenije. Aretirana sta bila še dva urednika revije (David Tasić in Franci Zavrl) in vojaški oficir (Ivan Borštner). Aretaciji Mladinih urednikov je ostro nasprotovala javnost; revijina naklada je poskočila na 70.000, priljubeljnost pa je narasla po vsej Jugoslaviji, kljub jezikovnim razlikam. »Mi smo uradni mediji, vi pa alternativci,« so proglasili uredniki Mladine na kongresu alternativne mladinske kulture december leta 1988 v Bologni.
Proces proti četverici, ki se je odvil v Ljubljani, je bil izveden v srbohrvaškem jeziku namesto v slovenščini, kar je privedlo do javnega ogorčenja v SFR Sloveniji. Sodni proces je poenotil slovenski narod v obdobju pred odcepitvijo od Jugoslavije in privedel do množičnih protestov v Ljubljani, vključno s spontanimi množičnimi dnevnimi demonstracijami pred stavbo vojaškega sodišča, kjer se je sojenje odvijalo (okoli 15.000 udeležencev na dan, ko je bila izrečena obsodba).

### 1991–: Neodvisna Slovenija
Mladina je bila zaradi zagovarjanja politične pluralnosti in moderne, tolerantne družbe ter nasprotovanju etničnega nasilja pomembna pri oblikovanju neodvisne slovenske države. Po drugi strani je branost revije v ostalih državah bivše Jugoslavije po osamosvojitvi strmoglavila. Med demokratično tranzicijo se je Mladina vsebinsko osredotočila na kritično poročanje o novopečenih slovenskih političnih elitah (vključno z nekdanjim Mladininim sodelavcem in vse bolj kontroverznim vzpenjajočim se desnim politikom Janezom Janšo, ki je bil za svojo vidnost v državi zaslužen ravno delu za revijo). Leta 1990 naj bi Janša Mladininemu uredništvu predlagal, naj revija postane strankarsko glasilo njegove bodoče stranke, a naj bi bila njegova pobuda zavrnjena. Janša je že večkrat tožil Mladinega kolumnista Vlada Miheljaka.
Leta 2003 je bila revijina naklada 19.300, ena najvišjih med slovenskimi revijami.
Mladina je poročala, da je bil Janšev govor iz leta 2006, zaradi katerega je dobil nagrado Bob leta, plagiat. Pravi avtor govora je bil Tony Blair.
Mladina je prvo Janševo vlado obtožila oglaševalskega bojkota Mladine in Dnevnika, dveh publikacij, kritičnih do vlade, kot del Janševe strategije za ukrotitev slovenskih medijev. Državna podjetja naj bi tako selektivno prenehala z zakupi oglaševanja v prid oblastem bolj naklonjenim medijem.  Mladina naj bi si zato s prevzemom lastništva revije zamejskih slovensko-italijanskih poslovnežev zagotovila uredniško neodvisnost in se obvarovala pred posegi v avtonomijo.
Mladinin ilustrator Tomaž Lavrič je leta 2017 za svoje delo prejel Prešernovo nagrado (pred tem je bil za nagrado že nominiran). Aprila 2017 je ljubljanski Muzej sodobne umetnosti priredil predstavitev Mladinih naslovnic in vidnejših prispevkov iz obdobja 1980-ih.
Oktobra 2017 je bila Mladinina naslovnica, ki je prikazovala politično nasilje nad Katalonci, ki so se udeležili referenduma o neodvisnosti, naslikana kot grafitovska freska v katalonskem mestu Olot.
Maja 2021 je na predlog ljubljanskega okrožnega tožilstva policija od Mladine zahtevala razkritje vira internega (tajnega) vladnega dokumenta o načrtu za okrevanje po epidemiji COVID-19. Policija je od Mladine zahtevala podatke o viru in načinu pridobitve dokumenta ter (sicer javno dostopne) podatke o avtorju prispevka in odgovornem uredniku revije. Oznaka tajnosti bi bila sicer iz dokumenta odstranjena 14 dni kasneje. V DNS so izrazil skrb glede pregona zoper Mladino, ker naj bi bil brez pravne osnove. Mladina je policijski postopek označila kot poskus zastraševanja.

#### Odločitve ustavnega sodišča in Evropskega sodišča za človekove pravice o svobodi izražanja
Leta 2005 je med parlamentarno razpravo o istospolnih zvezah poslanec SNS Srečko Prijatelj poslušalce pozval »Predstavljajte si otroka v šoli, po katerega bi prišel oče, ki bi ga pozdravil: Čavči. Prišel sem pote. Si že oblečen.« in izjavo pospremil z oponašanjem stereotipičnega homoseksualnega glasu in feminiziranih gestikulacij. Novinar Mladine je v odgovoru na Prijateljev nastop zapisal »svojo imenitno domislico [je] pospremil s kavarniško mimiko, ki naj bi verjetno nazorno ilustrirala pravoverno pojmovanje nekega tipičnega poženščenega in prenarejenega pederuharja, v resnici pa je izpadla kot normalni domet cerebralnega bankrotiranca«. Prijatelj je zaradi zapisa proti reviji vložil tožbo. Okrožno sodišče je razsodilo v prid Prijatelja, sodbi pa je pritrdilo okrajno sodišče. Ko je ustavno sodišče zavrnilo Mladinino pritožbo, se je revija pritožila še na Evropsko sodišče za človekove pravice ki je leta 2014 razveljavilo odločitve slovenskih sodišč v prid Mladini. ESČP je določilo, da je bila kršena Mladinina pravica izražanja, kot to določa Evropska konvencija o varstvu človekovih pravic in temeljnih svoboščin, in določila, da mora Slovenija reviji izplačati 10.000 evrov kazni zaradi načetja ugleda, ki ga je revija utrpela med sodnim procesom.
Leat 2011 je Mladina v satirični rubriki objavila primerjavo družinskih portretov nacističnega ministra propagande Josepha Goebbelsa in politika SDS Branka Grimsa. Družina Grims je zato vložila tri ločene tožbe proti Mladini zaradi razžalitve (vključno z eno odškodninsko tožbo zaradi povzročitve duševnih bolečin). Ko je ustavno sodišče v eni od tožb razsodilo v prid oškodovane osebe, se je Mladina ponovno pritožila na ESČP (čakajoč razsodbo vse do 2019), medtem ko dve pritožbi – ena od Mladine in druga od Grimsa – še čakata na razsodbo ustavnega sodišča (leta 2019). Mladina trdi, da namen ni bila razžalitev družine Grims, temveč kritika demagoške politične strategije in publiciranje zasebnega družinskega življenja v javnosti z namenom dobrikanja volilcem na podlagi tradicionalnih družinskih vrednot.

#### Pričanje pred parlamentarno preiskovalno komisijo
Parlamentarna komisija, ki je preučevala domnevne nepravilnosti pri nabavi in distribuciji žilnih opornic ter ki jo je vodila poslanka SDS Jelka Godec, je na pričanje pred komisijo pozvala Mladinega odgovornega urednika Grega Repovža, saj naj bi bilo italijansko podjetje KB 1909, v večinski lasti katerega je prek hčerinskega podjetja tudi Mladina, prek drugega hčerinskega podjetja, ki se je ukvarjalo z distribucijo medicinske opreme, domnevno vpleteno v nezakonite poslovne prakse. Godec je zatrdila, da naj bi bil njen namen preučiti, ali je bil davkoplačevalski denar, pridobljen s prodajo medicinske opreme, preusmerjen k financiranju tednika Mladina.
Repovž je med pričanjem zanikal obtožbe poslanke in trdil, da je podjetje KB 1909 vstopilo v lastništvo Mladine, da bi se zagotovilo uredniško neodvisnost v času političnih pritiskov s strani vlade poslančinega strankarskega kolega Janeza Janše. Repovž je prav tako navedel, da naj bi prevzem zagotovil osebno, potem ko je predhodni večinski lastnik revije Franci Zavrl (prek svojega podjetja Pristop) dejal, da namerava revijo prodati Janševemu bratu, če Repovž ne najde drugega kupca. Repovž je zatrdil, da ni bil s strani novih lastnikov deležen še nobenega vtikanja v uredniško politiko kljub Mladinemu kritičnemu poročanju o spornih poslovnih praksah v slovenskemu zdravstvu. Repovž je Godčevo obtožil zlorabe svojih pooblastil za politične deskreditacije njega in revije, ki ji urednikuje. Do zasliševanja Repovža so bili kritični tudi drugi člani komisje, ki so prav tako izrazili dvome glede motivov Jelke Godec. Pri Društvu novinarjev Slovenije so zaslišanje obsodili, pri čemer so navedli, da dejanja politikov SDS izgledajo, kot da je bil edini namen ustanovitve preiskovalne komisije diskreditacija revije, in opozorili, da je komisija od Mladine zahtevala predajo poslovno zaupnih dokumentov, s čimer je prekoračila svoja zakonska pooblastila.

#### Pričanje pred odborom Evropskega parlamenta za pranje denarja
Novembra 2017 so politiki SDS sklicali in pričali pred posebnim odborom Evropskega parlamenta za preprečevanje pranja denarja glede domnevnega pranja denarja v slovenski državni NLB banki, ki naj bi s tem Iranu pomagala zaobiti mednarodne sankcije. Članom odbora so med drugim navedli: »Glede na ugotovitve institucij EU in ZDA je Iran uporabljal denar, opran v Sloveniji, za financiranje: materialov, potrebnih za gradnjo atomskih bomb, komponent za kemično orožje in za iranske vohune, ki so se infiltrirali v nuklearne, varnostne in obrambne institucije v EU in ZDA.«
Ena od evropskih parlamentarnih skupin je na pričanje pred odorom povabila tudi Mladininega političnega novinarja Boruta Mekino, da bi predstavil še drugo mnenje o zadevi. V odzivu na povabilo je odgovorni urednik Nove24TV, povezane z SDS, spisal uredniški prispevek, v katerem je Mekino označil za brezvezniškega novinarja, Mladino pa kot fake news medij, ki je v lasti podjetij iz davčnih oaz. Prav tako je revijo obtožil, da je posredno v lasti NLB. Članek je bil nato preveden v angleščino in razdeljen med člane odbora. Mekina je v odzivu pozval člane odbora, naj o Mladini preberejo na Wikipediji.
Mekina je v nagovoru odbora navedel, da SDS pretirava o resnosti afere iz političnih razlogov. V mednarodnem kontekstu naj bi bila količina opranega denarja zanemarljiva in proces manj problematičen; v takšno pranje denarja so bile v veliko večji meri vpletene številne evropske banke. Mekina je na odboru tudi navedel, da naj bi bil Anže Logar, ki je vodil parlamentarno preiskovalno komisijo o zadevi v Sloveniji in nagovoril odbor v imenu SDS, s podatki o domnevnem pranju denarja seznanjen že leta 2015, a naj bi SDS iz političnih razlogov začela dogajanje problematizirati šele malo pred parlamentarnimi volitvami leta 2018. Mekina je SDS prav tako obtožil več skrajno zavajujočih oz. očitno lažnih izjav med nagovorom odbora (vključno z navedbo, da naj bi bilo Logarjevo življenje zaradi njegovega dela ogroženo). Mekina je evropsko pranje denarja predstavil kot del večjega razhajanja zunanje politike Evrope in ZDA glede Bližnjega vzhoda. Mekina je odbor opomnil tudi, da je SDS »mednarodnega terorizma« leta 2010 podobno obtožila tudi Danila Türka. Svoj nagovor je zaključil z navedbo, da poskuša SDS ustvariti stanje izjemnih razmer v očeh mednarodnih ustanov, ki niso seznanjene z načinom delovanja stranke, v želji po političnih in volilnih izkupičkih.

#### Karikatura Orbána in diplomatski spor z Madžarsko
Mladina je že dlje znana po svojih provokativnih naslovnicah. 22. marca 2019 je Mladina objavila številko z člankom o SDS-ovi podpori madžarskemu Fideszu, s katero so preprečili izključitev Fidesza iz Evropske ljudske stranke. Številka je na naslovnici upodabljala karikaturo madžarskega predsednika vlade Viktorja Orbána med izvajanjem nacističnega pozdrava in ročnim trakom madžarske zastave, medtem ko ga ljubeče objemajo politiki SDS (pri čemer eden od njih drži slovensko zastavo z madžarskim trikolorjem). O Mladinini naslovnici je nato poročalo več madžarskih opozicijskih medijev.
Na upodobitev Orbána sta se ostro odzvala madžarski veleposlanik v Sloveniji ter madžarski vladni predstavnik za stike z javnostjo. Na pritožbo veleposlanika se je revija odzvala s šaljivo »popravljeno in prijazno« naslovnico, ki je po novem uprizarjala Orbána z rožo v laseh in oljčno vejico v roki, medtem ko je Mladinin ilustrator objavil šaljivo »opravičilo«.
5. aprila je slovensko ministrstvo za zunanje zadeve zavrnilo uradni poziv madžarskega veleposlaništva glede Mladinine naslovnice. Ambasada je slovenske oblasti pozivala k pomoči madžarski vladi pri preprečevanju »podobnih incidentov« v prihodnosti. Ministrstvo je v odzivu zapisalo, da »dosledno spoštuje načelo svobode medijev in svobode izražanja ter ne posega v uredniško politiko posameznih slovenskih medijev, niti je ne ocenjuje«. Zahtevo Madžarske je obsodilo Društvno novinarjev Slovenije, več poslancev vladajoče koalicije, predsednik države in predsednik vlade ter drugi vidni politiki.

## Vsebina
Mladina je znana kot radikalna in kontroverzna revija, zaradi česar je bila že večkrat tožena. Poleg politike je v reviji veliko člankov o  religiji. Kritična je predvsem do rimskokatoliške cerkve, slovenskega kardinala Franca Rodeta, Opus Deia in drugih konservativnih struj v Cerkvi. V celoti podpira izgradnjo džamije v Ljubljani. Mladina je bila eden redkih slovenskih medijev, ki so objavili sporne karikature preroka Mohameda leta 2006.
Mladina vsako leto izvede dve do tri javne peticije vladi s pobiranjem podpisov. Novinarji Mladine so na »domiseln« način izračunali preteklo inflacijo. Svoj čas je Mladina objavljala tudi razne »števce«, kot je recimo »števec smrti v Iraku«.
Mladina je ob državnozborskih volitvah leta 2018 podprla stranko Levica.

### Mladinana spletu
Mladina je spletno prisotna od julija 2000. Po zadnji raziskavi merjenja obiskanosti spletnih strani (MOSS) jeseni 2007 je spletna Mladina dosegla 105.580 različnih uporabnikov. Stran je bila nazadnje prenovljena leta 2008. Spletna stran Mladine je v veliki meri arhiv (izbranih, ne vseh) vsebin iz tiskane Mladine. Temu je dodana dnevna vsebina, posamezni vsebinski sklopi, ki predvsem združujejo ali nadgrajujejo vsebinske sklope iz Mladin (npr. Proglas, Diareja in Parada) ter podatki o podjetju in uredništvu, oglaševanje in trgovina. Razlogi za manjše število spletnih vsebin so bili predvsem finančni. Stroški vzdrževanja in razvoja so razmeroma visoki, prišteti pa je treba še plače oziroma honorarje avtorjem vsebin.

### Izjave tedna
Mladina je 18. junija 1995 kot prva med slovenskimi mediji uvedla rubriko, v kateri so svoj prostor dobile izjave bolj in manj znanih ljudi. Poimenovala jo je preprosto – Izjave tedna. Leta 2005 je ob deseti obletnici rubrike na police knjigarn poslala knjigo, ki je po izidu Diareje 2003, že drugi del Mladinine trilogije, ki slovensko zgodovino predstavlja na nekoliko drugačen, hudomušen način. Knjiga zaobjema izjave, ki so zaznamovale preteklo desetletje. Izjave so bistroumne, neumne, duhovite, duhamorne, zgodovinske ... Izjavile pa so jih različne slovenske osebnosti iz sfer politike, športa, kulture in gospodarstva.

### Sokol in golobica
Strip Sokol in golobica se je najprej tedensko pojavljal v Mladini, potem pa je 18. septembra 2008 v Strip.art.nici Buch v Murglah izšel še v knjižni obliki. Izdanih je bilo okoli 1500 izvodov. Strip ima 33 strani, razdeljen pa je v tri sklope (Usodna gora, Puščavske zvezde, Za vedno) s podnaslovom Epska romanca. Pod strip sta se podpisala Lovro Matič (tekst) in Toto (ilustracije), za katerima pa se skriva pravi avtor stripa, znani ilustrator Tomaž Lavrič. Strip odkriva »skrivnosti iz temačnega zakulisja slovenske visoke politike« in »razgalja nežna čustva in vroče strasti, ki vodijo usodne odločitve naših voditeljev«. Obenem je poln humorja, akcije in erotike. Zgodba govori o Janezu Janši in Urški Bačovnik. V stripu nastopa še cela garnitura aktualnih obrazov iz slovenske politike, romanca pa ima srečen konec.
Delo velja za redek primer nežne, epske, romantične, ljubezenske, predvsem pa ostre in direktne politične satire na Slovenskem.

## Lastništvo
Po spremembi jugoslovanske zakonodaje leta 1989, ki je omogočila privatizacijo družbenega premoženja, so novinarji in uredniki Mladine uspeli ustanoviti samostojno zasebno medijsko družbo. Mladina je tako postala eno prvih zasebnih podjetij v Sloveniji. Prvi lastniki so postali nekdanji in aktualni delavci (kolumnisti, komentatorji, novinarji, fotografi, lektorji itd.). Leta 1990 je bila ustanovljena delniška družba; solastniki so imeli manjše, podobno velike lastniške deleže.
Kmalu po osamosvojitvi je izpad prodaje in prihodkov privedel do sprememb v lastništvu. Ustvaril se je nepregleden notranji lastniški trg. Lastniki so deleže prodajali ob odhodu od revije ali iz osebnih finančnih razlogov. Prihajalo je do slamnatih lastnikov.
Leta 2002 se je Mladina pridružila založniški družbi Infomedija; kljub združitvi je lastništvo ostalo nepregledno. Leta 2007 je večinski delež Mladine prevzelo podjetje KB 1909, osnovano v Gorici. KB 1909 je bila prav tako zaprta delniška družba in lastništvo tako ni bilo javno razvidno. Lastništvo je bilo razkrito šele, ko so morali vodilni pričati pred preiskovalno parlamentarno komisijo zaradi suma vpletenosti v sporno trgovanje z žilnimi opornicami. Zaradi likvidacije KB 1909 je bil večinski delež Mladine marca 2019 ponovno na prodaj.

## Znani sodelavci
Skozi zgodovino je Mladino soustvarjalo kar nekaj znanih in uglednih imen, kot so: Gregor Tomc, Slavoj Žižek, Janez Janša, Tomaž Mastnak, Vlasta Jalušič, Jurij Gustinčič, Bernard Nežmah, Marcel Štefančič Jr., Matevž Krivic, Tomaž Lavrič, Erik Valenčič, N'toko, Neue Slowenische Kunst.